# XLF (Por la Face)

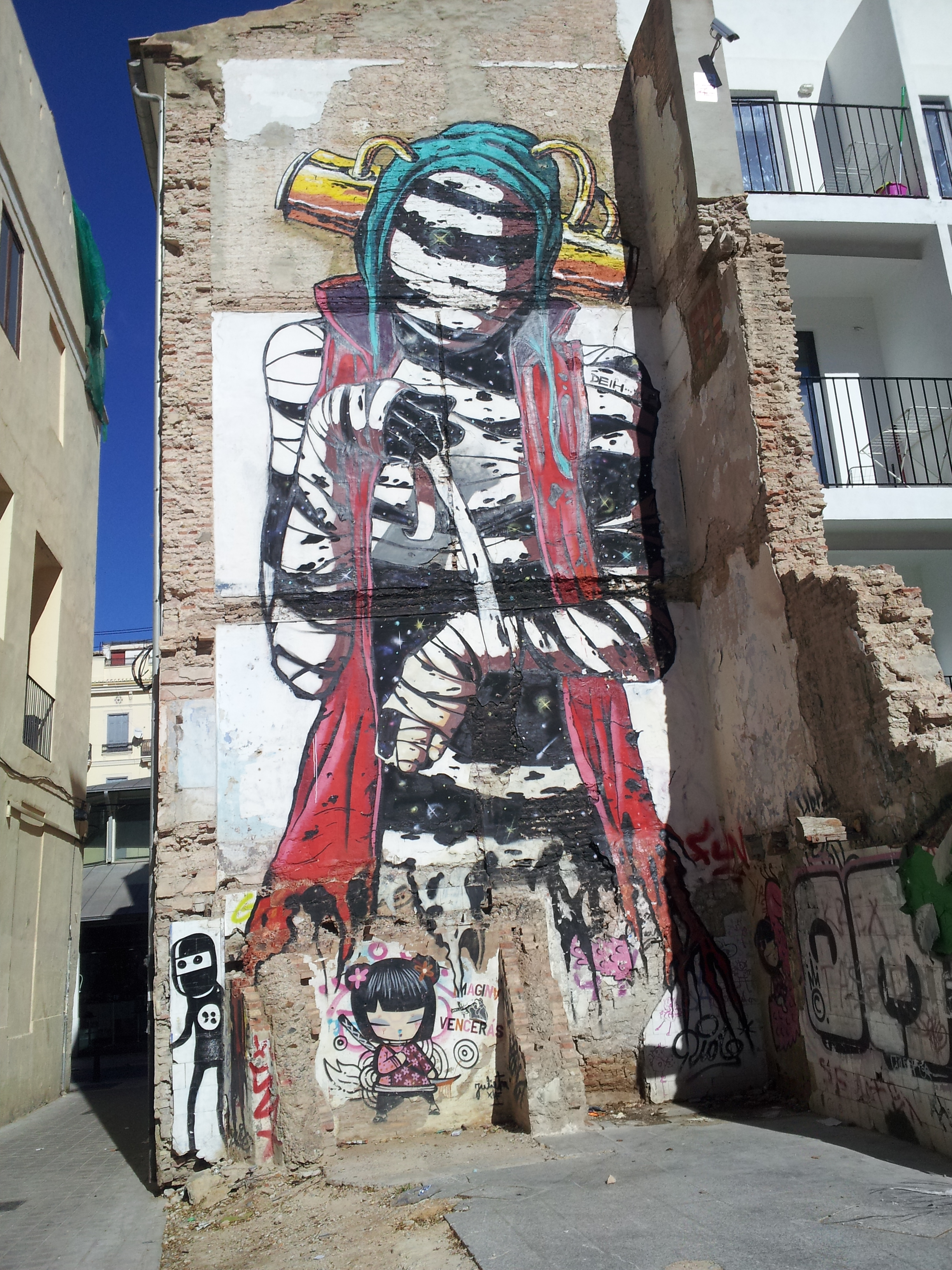
Graffiti de Deih (dalt) i Julieta (baix) a un mur del Barri del Carme.

XLF (Por la Face) és un col·lectiu de graffiters valencians fundat el 2003. Se'l considera el grup graffiter més reeixit de la Ciutat de València, sent els seus membres Escif, Xëlon, End, Julieta, Deih, Cesp, Sr. Marmota i On_ly.
Radical Hip Hop Boys va ser un grup fundat per quatre adolescents que dibuixaven a les parets de Mislata. Signaven com a Mark, Gafus, Zebra y Safh, qui poc després canviarien el significat de la seua sigla pel de Rápido Hiper Bólido i canviarien els seus pseudònims pels de Deih, Xelon, Gons i End.
Deih i Gons estudiarien Belles Arts i en 2001, a Itàlia, coneixerien a Escif, que estudiava la mateixa disciplina. En aquell moment es fundaria XLF, col·lectiu que actuava sobretot al Barri del Carme, si bé el grup no prendria impuls fins que en 2003 Escif torna de Mèxic i s'uneixen al grup els altres dos ex-membres d'RHB, Xelon i End, i nous fitxatges com Julieta, Punto i Cesp.

## Membres destacats

### End (XLF)
End (València, 1978) és un artista urbà valencià, membre del grup XLF (Por la Face). En actiu des dels catorze anys, primer en solitari i després amb RHB, on signava com a Safh. En 2003 s'uneix a XLF, quan el grup comença a tindre activitat. De traç colorista i de gran mida, varia el seu estil conforme evolucionen les seues inquietuds. Des de fa uns anys, també és conegut amb el sobrenom HOPE, amb el que ha desenvolupat estils des de formes arquitectòniques, fins a tipografies en objectes reciclats.

### Deih
Deih (València, 1978) és un artista urbà valencià, membre del grup XLF (Por la Face). Porta en actiu des de 1994, amb RHB, on signava com a Mark. A la dècada dels 2000 seria un dels fundadors d'XLF en conèixer a Escif a Itàlia. Defineix el seu estil pictòric com versàtil i els seus personatges tenen influències del món del còmic i la il·lustració editorial. Entre els seus murals hi ha la sèrie anomenada The Insider, on intentava expressar com li afectaven les coses que li passaven. En 2013 comença a publicar el fanzine Polen.

## Galeria

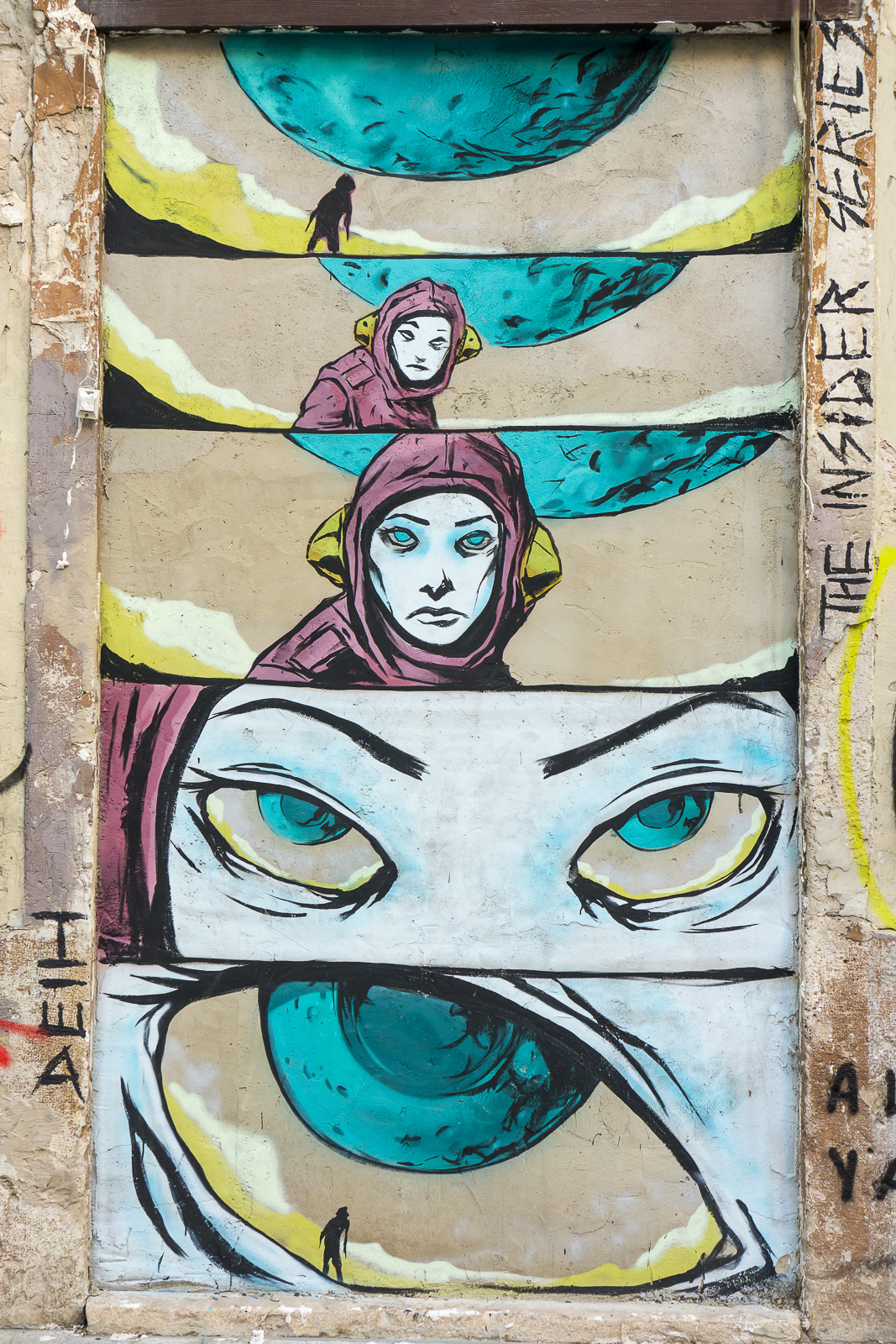
The Insider.
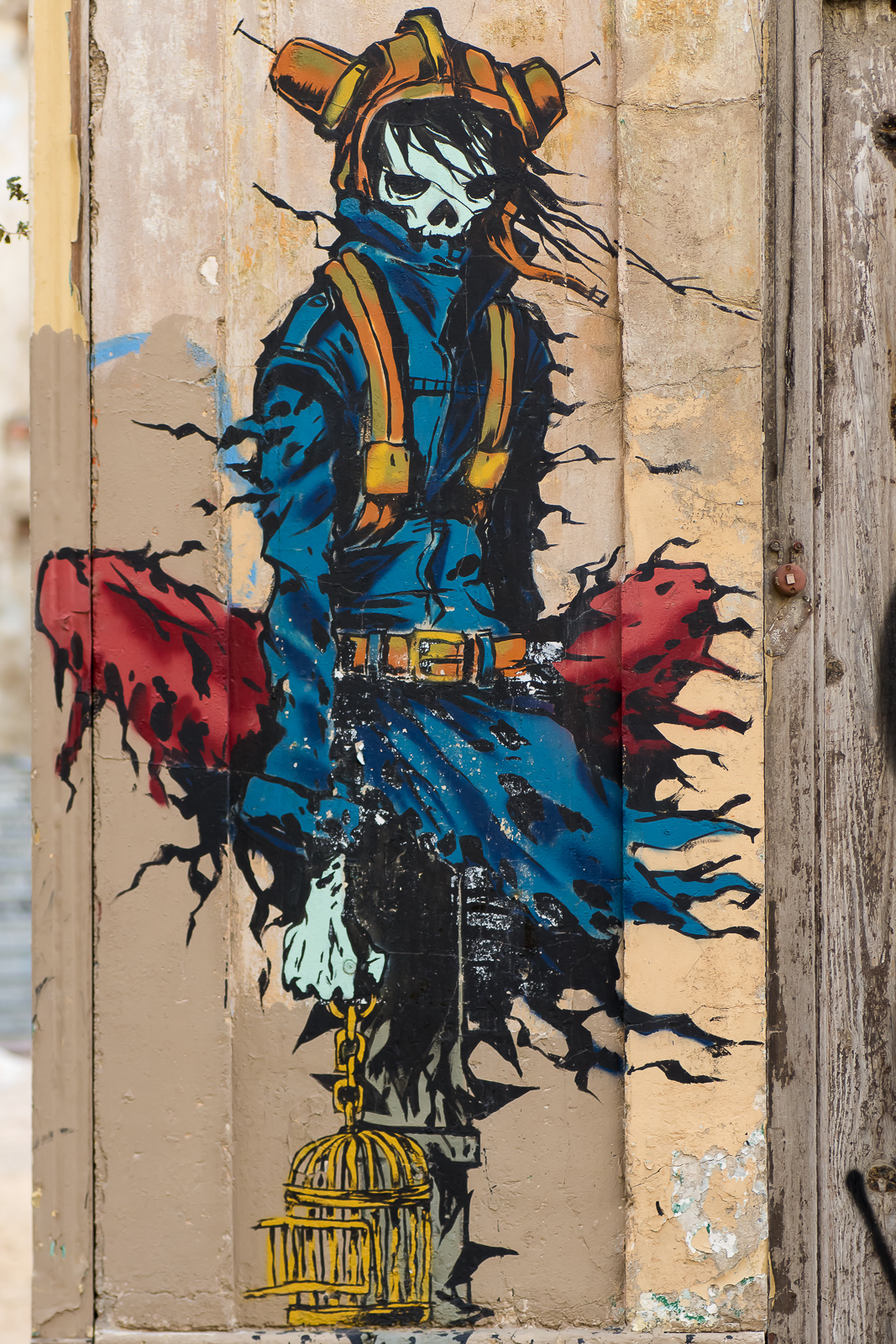
The Insider, 2013.
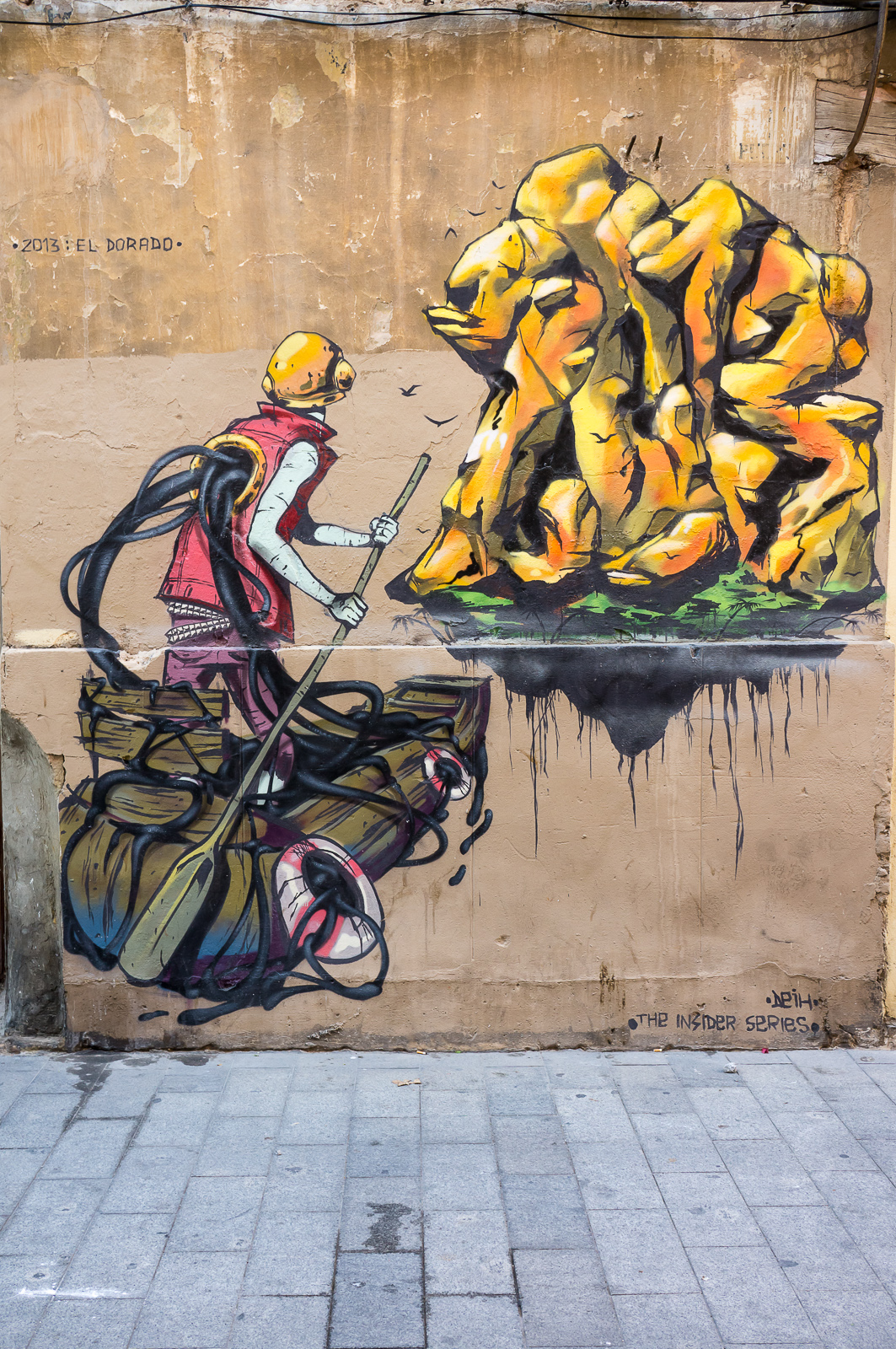
El Dorado. The Insider, 2013.
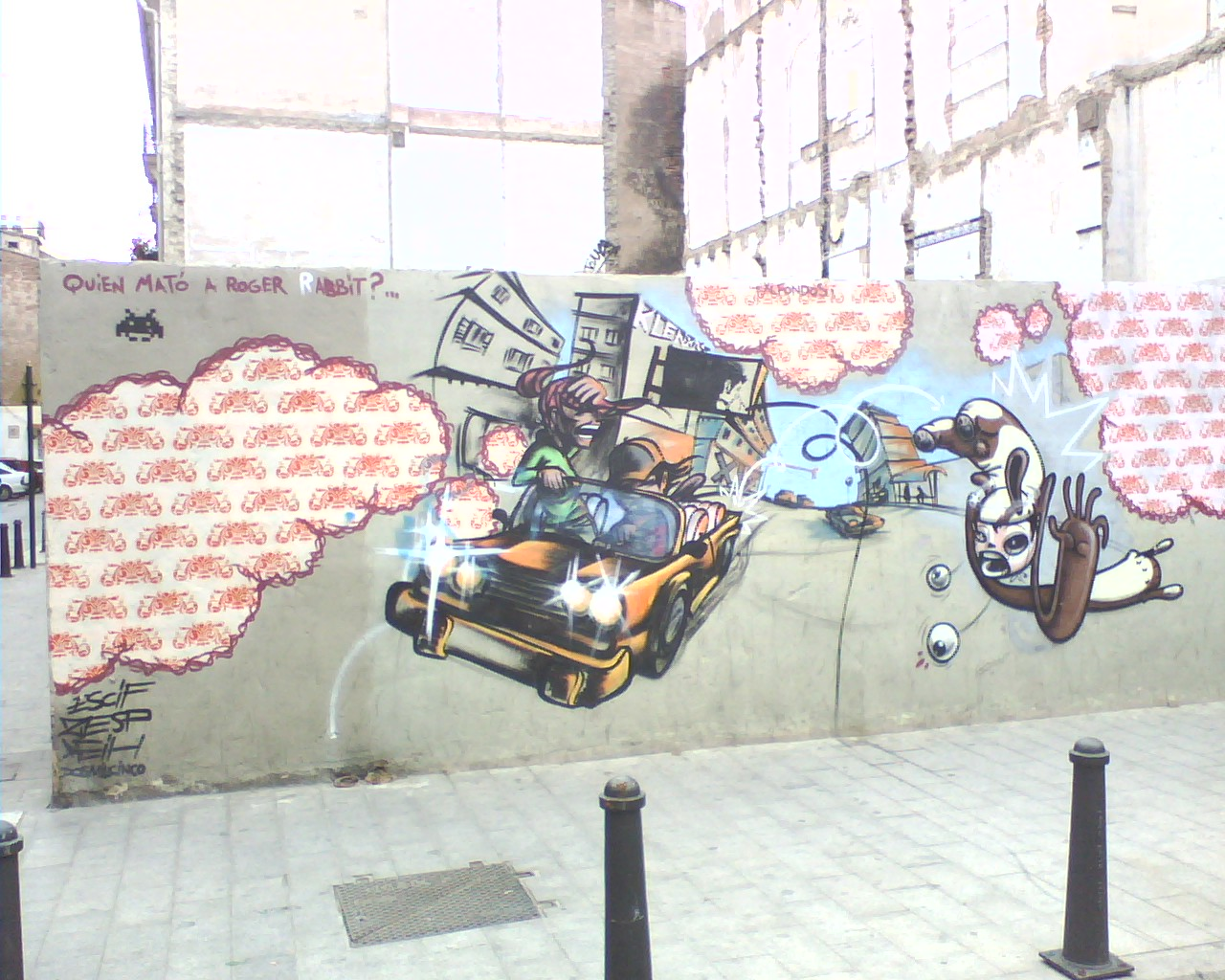
Deih, Zesp, Escif. Carrer de Na Jordana, 2005.
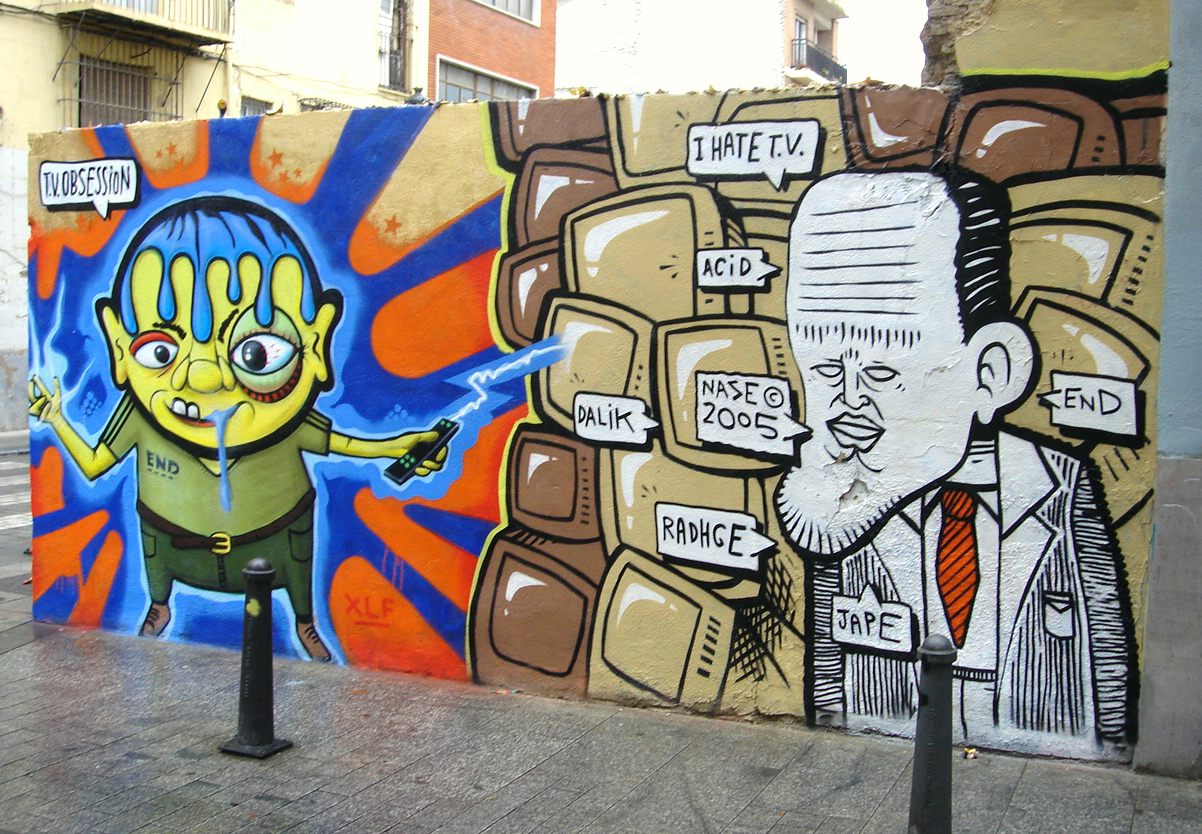
Graffiti d'END (esquerra) i Nase (dreta). València, 2005.